# Динамо (Гамбург)
ФК «Дина́мо-Гамбург 09» (нім. FC.Dynamo-Hamburg 09) — німецький футбольний клуб із міста Гамбург, заснований у 2009 році. Виступає в лізі Крейсклассе А.